# Midgard

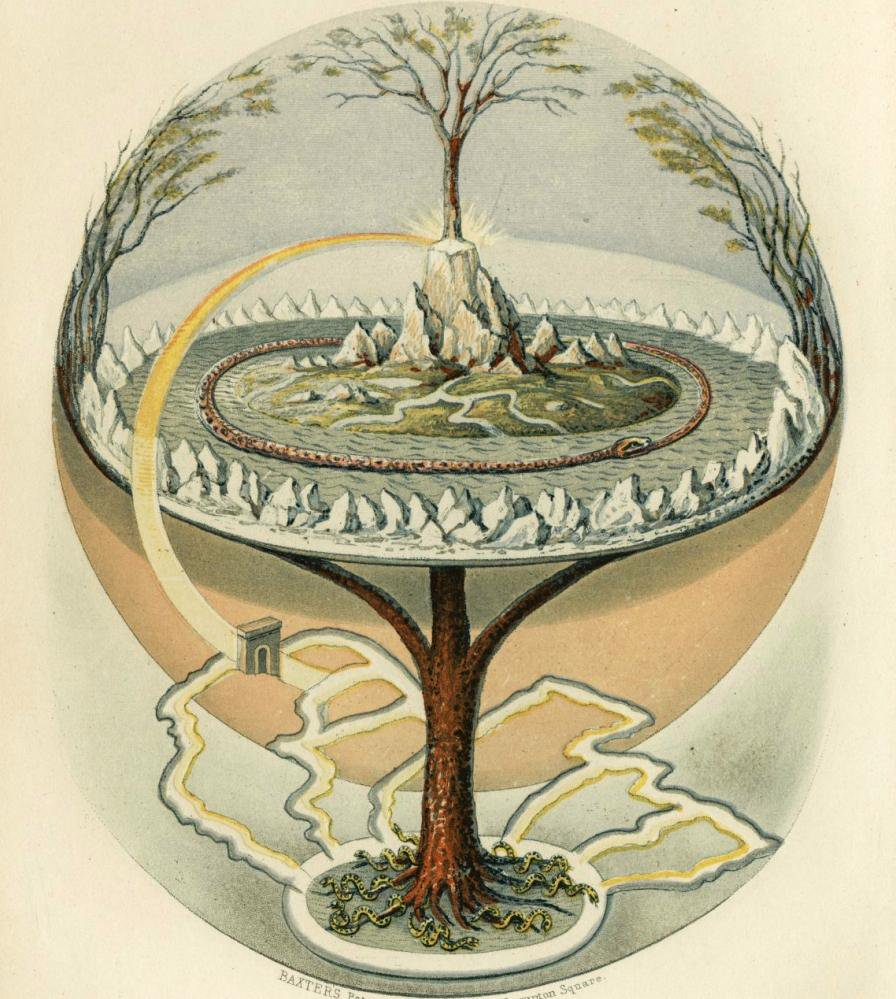
Midgard az Yggdrasil közepén - Oluf Olufsen Bagge (1847)

Midgard (ó-skandináv: Miðgarðr, jelentése „középföld”) a skandináv mitológiában az emberek által lakott föld neve (Egyes források szerint Mannheim, jelentése "emberek hona"). A Voluspa-ének szerint (Eddák) a földkorongot Borr fiai, Odin, Vili és Vé emelték ki a tengerből, akkor, amikor a nap, a hold és a csillagok még csak bolyongtak az égen. Ymir szemöldökéből (vagy szempilláiból) védőfalat emeltek a Midgard köré, hogy megvédjék az óriások támadásaitól. Az istenek ekkor megszabták a csillagok útját és alakját, a nap pedig rásütött a hullámokból kiemelkedett Midgardra, ekkor pedig kizöldellt rajta a fű. Később az ázok közül Odin, Hönir és Lodur Midgardra jönnek és itt megteremtik az első embereket, Askot és Emblát.
Idézet az Eddából:
Majd Bur fiai

földet fakasztottak,

megformálták híven

a híres Midgardot;

délről nap verte

a külszín kövét,

zsendült mélyről

növények zöldje.
A Midgard a világmindenség közepében van, fölötte van az Asgard (mennyország) és alatta a Helheim (alvilág). Az alvilágot az Asgarddal (a földet az éggel) a Bifrost szivárványhíd köti össze.
Midgardtól keletre és északra fekszik az óriások földje. 
Midgardot tenger veszi körül, s ebben él a Midgard-kígyó (Jörmungandr), Loki és Angrboda szülötte, amely körbeéri a földet és a saját farkába harap. A Ragnarökben Thor pusztítja el, a Mjölnir segítségével, de ő is belehal a kígyó marásába.

## Fordítás
- Ez a szócikk részben vagy egészben  a   Midgård című svéd Wikipédia-szócikk fordításán alapul.  Az eredeti cikk szerkesztőit annak laptörténete sorolja fel. Ez a jelzés csupán a megfogalmazás eredetét és a szerzői jogokat jelzi, nem szolgál a cikkben szereplő információk forrásmegjelöléseként.
- Ez a szócikk részben vagy egészben  a   Midgard című angol Wikipédia-szócikk fordításán alapul.  Az eredeti cikk szerkesztőit annak laptörténete sorolja fel. Ez a jelzés csupán a megfogalmazás eredetét és a szerzői jogokat jelzi, nem szolgál a cikkben szereplő információk forrásmegjelöléseként.